# Organization of American Historians

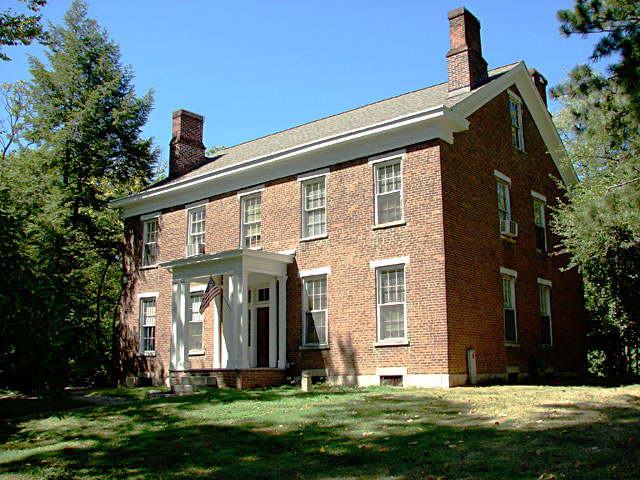
Hauptsitz im Raintree House

Die Organization of American Historians (OAH) ist eine Gesellschaft von Historikern, Lehrern und anderen Personen und Institutionen, die sich mit amerikanischer Geschichte in Forschung und Lehre befassen. Ihr Sitz ist im historischen Raintree House auf dem Campus der Indiana University in Bloomington.
Die OAH hat rund 7800 Historikerinnen und Historiker in den USA und aus dem Ausland als Mitglieder (daneben aber auch institutionelle Mitglieder). Sie gibt das Journal of American History heraus, vergibt eine Anzahl von Preisen und unterhält ein Distinguished Lectureship Programm. Es gibt eine jährliche Hauptversammlung im Frühling.
Die OAH ging aus der 1907 in Lincoln gegründeten Mississippi Valley Historical Association hervor, die ab 1914 vierteljährlich die Mississippi Valley Historical Review herausgab und sich zunächst mit der Geschichte des Gebiets des Mississippi Valley befasste. 1965 bildete sich daraus die OAH, da einer Mehrheit der Mitglieder die regionale Festlegung zu einschränkend war und liberale Mitglieder gegen die Rassentrennung in den amerikanischen Südstaaten opponierten, die sich bei Treffen dort auch auf die Organisationsmitglieder auswirkten. Entsprechend wurde die Zeitschrift 1964 ebenfalls in The Journal of American History umbenannt. Der Sitz der Zeitschrift an der Indiana University wurde schon von der Vorgängerorganisation 1963 gewählt (vorher war er an der Tulane University) und die OAH folgte 1970.